# Grand Prix Południowej Afryki 1963
Grand Prix Południowej Afryki 1963 (oryg. South African Grand Prix) – ostatnia runda Mistrzostw Świata Formuły 1 w sezonie 1963, która odbyła się 28 grudnia 1963, po raz 2. na torze Prince George Circuit.
10. Grand Prix Południowej Afryki, 2. zaliczane do Mistrzostw Świata Formuły 1.

## Wyniki

### Kwalifikacje
Źródło: statsf1.com
| P  | Nr | Kierowca                | Konstruktor(-silnik) | Opony | Czas   | Odstęp | Strata |
| -- | -- | ----------------------- | -------------------- | ----- | ------ | ------ | ------ |
| 1  | 1  | Jim Clark               | Lotus-Climax         | D     | 1:28,9 | –      | –      |
| 2  | 8  | Jack Brabham            | Brabham-Climax       | D     | 1:29,0 | +0,1   | +0,1   |
| 3  | 9  | Dan Gurney              | Brabham-Climax       | D     | 1:29,1 | +0,1   | +0,2   |
| 4  | 3  | John Surtees            | Ferrari              | D     | 1:29,8 | +0,7   | +0,9   |
| 5  | 4  | Lorenzo Bandini         | Ferrari              | D     | 1:30,2 | +0,4   | +1,3   |
| 6  | 5  | Graham Hill             | BRM                  | D     | 1:30,3 | +0,1   | +1,4   |
| 7  | 6  | Richie Ginther          | BRM                  | D     | 1:30,4 | +0,1   | +1,5   |
| 8  | 2  | Trevor Taylor           | Lotus-Climax         | D     | 1:30,4 | +0,0   | +1,5   |
| 9  | 10 | Bruce McLaren           | Cooper-Climax        | D     | 1:31,2 | +0,8   | +2,3   |
| 10 | 11 | Tony Maggs              | Cooper-Climax        | D     | 1:31,5 | +0,3   | +2,6   |
| 11 | 12 | Jo Bonnier              | Cooper-Climax        | D     | 1:32,0 | +0,5   | +3,1   |
| 12 | 7  | Ernie Pieterse          | Lotus-Climax         | D     | 1:34,5 | +2,5   | +5,6   |
| 13 | 19 | John Love               | Cooper-Climax        | D     | 1:34,6 | +0,1   | +5,7   |
| 14 | 22 | David Prophet           | Brabham-Ford         | D     | 1:35,5 | +0,9   | +6,6   |
| 15 | 21 | Brausch Niemann         | Lotus-Ford           | D     | 1:35,6 | +0,1   | +6,7   |
| 16 | 18 | Peter de Klerk          | Alfa Romeo           | D     | 1:35,7 | +0,1   | +6,8   |
| 17 | 20 | Sam Tingle              | LDS-Alfa Romeo       | D     | 1:35,8 | +0,1   | +6,9   |
| 18 | 16 | Doug Serrurier          | LDS-Alfa Romeo       | D     | 1:36,4 | +0,6   | +7,5   |
| 19 | 23 | Trevor Blokdyk          | Cooper-Maserati      | D     | 1:36,5 | +0,1   | +7,6   |
| 20 | 14 | Carel Godin de Beaufort | Porsche              | D     | 1:36,6 | +0,1   | +7,7   |
| 21 | 15 | Paddy Driver            | Lotus-BRM            | D     | 1:36,9 | +0,3   | +8,0   |
| P  | Nr | Kierowca                | Konstruktor(-silnik) | Opony | Czas   | Odstęp | Strata |

### Wyścig
Źródła: statsf1.com
| P                                                     | + / –     | Nr | Kierowca                | Konstruktor     | Opony | Okr. | Czas / Strata | Komentarz       |
| ----------------------------------------------------- | --------- | -- | ----------------------- | --------------- | ----- | ---- | ------------- | --------------- |
| 1                                                     | Bez zmian | 1  | Jim Clark               | Lotus-Climax    | D     | 85   | 2:10:36,9     |                 |
| 2                                                     | 1         | 9  | Dan Gurney              | Brabham-Climax  | D     | 85   | +1:06,8       |                 |
| 3                                                     | 3         | 5  | Graham Hill             | BRM             | D     | 84   | +1 okr.       |                 |
| 4                                                     | 5         | 10 | Bruce McLaren           | Cooper-Climax   | D     | 84   | +1 okr.       |                 |
| 5                                                     | Bez zmian | 4  | Lorenzo Bandini         | Ferrari         | D     | 84   | +1 okr.       |                 |
| 6                                                     | 5         | 12 | Jo Bonnier              | Cooper-Climax   | D     | 83   | +2 okr.       |                 |
| 7                                                     | 3         | 11 | Tony Maggs              | Cooper-Climax   | D     | 82   | +3 okr.       |                 |
| 8                                                     | Bez zmian | 2  | Trevor Taylor           | Lotus-Climax    | D     | 81   | +4 okr.       |                 |
| 9                                                     | 4         | 19 | John Love               | Cooper-Climax   | D     | 80   | +5 okr.       |                 |
| 10                                                    | 10        | 14 | Carel Godin de Beaufort | Porsche         | D     | 79   | +6 okr.       |                 |
| 11                                                    | 7         | 16 | Doug Serrurier          | LDS-Alfa Romeo  | D     | 78   | +7 okr.       |                 |
| 12                                                    | 7         | 23 | Trevor Blokdyk          | Cooper-Maserati | D     | 77   | +8 okr.       |                 |
| 13                                                    | 11        | 8  | Jack Brabham            | Brabham-Climax  | D     | 70   | +15 okr.      | wypadek         |
| 14                                                    | 1         | 21 | Brausch Niemann         | Lotus-Ford      | D     | 66   | +19 okr.      |                 |
| Niesklasyfikowani                                     |           |    |                         |                 |       |      |               |                 |
|                                                       |           | 18 | Peter de Klerk          | Alfa Romeo      | D     | 53   | +32 okr.      | skrzynia biegów |
|                                                       |           | 22 | David Prophet           | Brabham-Ford    | D     | 49   | +36 okr.      | ciśnienie oleju |
|                                                       |           | 6  | Richie Ginther          | BRM             | D     | 43   | +42 okr.      | przekładnia     |
|                                                       |           | 3  | John Surtees            | Ferrari         | D     | 43   | +42 okr.      | silnik          |
|                                                       |           | 7  | Ernie Pieterse          | Lotus-Climax    | D     | 3    | +82 okr.      | silnik          |
|                                                       |           | 20 | Sam Tingle              | LDS-Alfa Romeo  | D     | 2    | +83 okr.      | przekładnia     |
| Nie wystartowali / niedopuszczeni do ponownego startu |           |    |                         |                 |       |      |               |                 |
|                                                       |           | 15 | Paddy Driver            | Lotus-BRM       | D     | 0    |               | wypadek         |
|                                                       |           | 17 | Jim Hall                | Lotus-BRM       | D     | 0    |               | nie przybył     |
| P                                                     | + / –     | Nr | Kierowca                | Konstruktor     | Opony | Okr. | Czas / Strata | Komentarz       |

### Najszybsze okrążenie
Źródło: statsf1.com
| Nr | Kierowca   | Konstruktor    | Czas   | Okr. |
| -- | ---------- | -------------- | ------ | ---- |
| 9  | Dan Gurney | Brabham-Climax | 1:29,1 | 33   |

### Prowadzenie w wyścigu
Źródło: statsf1.com
| Nr                              | Kierowca  | Konstruktor  | Okrążenia | Suma |
| ------------------------------- | --------- | ------------ | --------- | ---- |
| 1                               | Jim Clark | Lotus-Climax | 1-85      | 85   |
| \| Wykres \| \| ------ \| \| \| |           |              |           |      |
| Wykres                          |           |              |           |      |
|                                 |           |              |           |      |

## Klasyfikacja po wyścigu
Pierwsza szóstka otrzymywała punkty według klucza 9-6-4-3-2-1. Liczone było tylko 6 najlepszych wyścigów danego kierowcy.
Uwzględniono tylko kierowców, którzy zdobyli jakiekolwiek punkty
| P  | +/− | Kierowca                | Starty | Punkty  | P1 | P2 | P3 | PP | NO | NS |
| -- | --- | ----------------------- | ------ | ------- | -- | -- | -- | -- | -- | -- |
| 1  | 0   | Jim Clark               | 10     | 54 (73) | 7  | 1  | 1  | 7  | 6  | –  |
| 2  | +1  | Graham Hill             | 10     | 29      | 2  | –  | 3  | 2  | –  | 3  |
| 3  | −1  | Richie Ginther          | 10     | 29 (34) | –  | 3  | 2  | –  | –  | 2  |
| 4  | 0   | John Surtees            | 10     | 22      | 1  | 1  | 1  | 1  | 3  | 5  |
| 5  | +2  | Dan Gurney              | 10     | 19      | –  | 2  | 1  | –  | 1  | 4  |
| 6  | −1  | Bruce McLaren           | 10     | 17      | –  | 1  | 2  | –  | –  | 4  |
| 7  | −1  | Jack Brabham            | 10     | 14      | –  | 1  | –  | –  | –  | 3  |
| 8  | 0   | Tony Maggs              | 10     | 9       | –  | 1  | –  | –  | –  | 4  |
| 9  | 0   | Innes Ireland           | 7      | 6       | –  | –  | –  | –  | –  | 4  |
| 10 | +1  | Lorenzo Bandini         | 7      | 6       | –  | –  | –  | –  | –  | 3  |
| 11 | −1  | Jo Bonnier              | 10     | 6       | –  | –  | –  | –  | –  | 2  |
| 12 | 0   | Gerhard Mitter          | 2      | 3       | –  | –  | –  | –  | –  | 1  |
| 13 | 0   | Jim Hall                | 9      | 3       | –  | –  | –  | –  | –  | 2  |
| 14 | 0   | Carel Godin de Beaufort | 7      | 2       | –  | –  | –  | –  | –  | 1  |
| 15 | 0   | Jo Siffert              | 9      | 1       | –  | –  | –  | –  | –  | 5  |
| 16 | 0   | Trevor Taylor           | 9      | 1       | –  | –  | –  | –  | –  | 4  |
| 17 | 0   | Ludovico Scarfiotti     | 1      | 1       | –  | –  | –  | –  | –  | –  |
| P  | +/− | Kierowca                | Starty | Punkty  | P1 | P2 | P3 | PP | NO | NS |

### Konstruktorzy
Tylko jeden, najwyżej uplasowany kierowca danego konstruktora, zdobywał dla niego punkty. Również do klasyfikacji zaliczano 6 najlepszych wyników.
| P                 | +/− | Konstruktor     | Starty | Punkty  | P1 | P2 | P3 | PP | NO | NS |
| ----------------- | --- | --------------- | ------ | ------- | -- | -- | -- | -- | -- | -- |
| 1                 | 0   | Lotus-Climax    | 27     | 54 (74) | 7  | 1  | 1  | 7  | 6  | 7  |
| 2                 | 0   | BRM             | 25     | 36 (45) | 2  | 3  | 5  | 2  | –  | 6  |
| 3                 | +1  | Brabham-Climax  | 19     | 28 (30) | –  | 3  | 1  | –  | 1  | 7  |
| 4                 | −1  | Ferrari         | 18     | 26      | 1  | 1  | 1  | 1  | 3  | 10 |
| 5                 | 0   | Cooper-Climax   | 32     | 25 (26) | –  | 2  | 2  | –  | –  | 11 |
| 6                 | 0   | BRP-BRM         | 5      | 6       | –  | –  | –  | –  | –  | 2  |
| 7                 | 0   | Porsche         | 9      | 5       | –  | –  | –  | –  | –  | 2  |
| 8                 | 0   | Lotus-BRM       | 28     | 4       | –  | –  | –  | –  | –  | 15 |
| Niesklasyfikowani |     |                 |        |         |    |    |    |    |    |    |
|                   |     | Lola-Climax     | 13     | 0       | –  | –  | –  | –  | –  | 7  |
|                   |     | Stebro-Ford     | 1      | 0       | –  | –  | –  | –  | –  | –  |
|                   |     | Scirocco-BRM    | 6      | 0       | –  | –  | –  | –  | –  | 5  |
|                   |     | ATS             | 10     | 0       | –  | –  | –  | –  | –  | 8  |
|                   |     | LDS-Alfa Romeo  | 2      | 0       | –  | –  | –  | –  | –  | 1  |
|                   |     | Cooper-Maserati | 1      | 0       | –  | –  | –  | –  | –  | –  |
|                   |     | Lotus-Ford      | 1      | 0       | –  | –  | –  | –  | –  | –  |
|                   |     | Gilby-BRM       | 1      | 0       | –  | –  | –  | –  | –  | 1  |
|                   |     | Alfa Romeo      | 1      | 0       | –  | –  | –  | –  | –  | 1  |
|                   |     | Brabham-Ford    | 1      | 0       | –  | –  | –  | –  | –  | 1  |
| P                 | +/− | Kierowca        | Starty | Punkty  | P1 | P2 | P3 | PP | NO | NS |